# Eriope glandulosa
Eriope glandulosa là một loài thực vật có hoa trong họ Hoa môi. Loài này được (Harley) Harley mô tả khoa học đầu tiên năm 1992.